# EUPM
Die European Union Police Mission in Bosnia and Herzegovina (EUPM; englisch) war neben der militärischen Komponente EUFOR-Althea die polizeiliche Komponente der Stabilisierungsmission der Europäischen Union in Bosnien und Herzegowina.

## Geschichte
Die EUPM in Bosnien und Herzegowina nahm als erste Operation der Gemeinsamen Sicherheits- und Verteidigungspolitik (GSVP) am 1. Januar 2003 ihre Tätigkeit auf. Sie schloss sich an die Mission der International Police Task Force der Vereinten Nationen an.
Der Europäische Rat hatte die Einrichtung der EUPM am 11. März 2002 beschlossen. Diese Maßnahme zur Fortführung der Mission der Vereinten Nationen wurde durch Resolution 1396 des Sicherheitsrats der Vereinten Nationen vom 5. März 2002 befürwortet. 
Die Mission wurde am 30. Juni 2012 beendet.

## Auftrag
Durch die EUPM konnte die Union Entscheidungswege und Einsätze auf nicht-militärischer Ebene koordinieren. 
Entsprechend den allgemeinen Zielen des Abkommens von Dayton bemühte sich die EUPM darum, Bosnien und Herzegowina mit eigenen tragfähigen Polizeistrukturen auszustatten. Weiterhin wurden im Rahmen der EUPM insbesondere Beobachtungs-, Beratungs- und Überprüfungstätigkeiten durchgeführt.
Der Mission gehörten in den ersten Jahren rund 500 Polizeibeamte sowie 50 Zivilisten aus mehr als dreißig Ländern an. Seit 2008 lag die Zahl der Polizeibeamten durchgehend bei unter 200, zuletzt befanden sich noch 13 Polizeibeamte und 21 Zivilisten vor Ort. Der Hohe Repräsentant für Bosnien und Herzegowina beaufsichtigte das gesamte Spektrum der EUPM-Aktivitäten und erstattete dem Europäischen Rat, über den Hohen Vertreter der EU für die Gemeinsame Außen- und Sicherheitspolitik (GASP), Bericht. 

## Teilnehmer
Neben allen Mitgliedstaaten der Europäischen Union (mit verschieden starken Kontingenten) stellten auch folgende Länder Polizisten zur Verfügung.
- Kanada
- Türkei
- Island
- Norwegen
- Schweiz
- Ukraine